# Лещенко-Сухомлина, Татьяна Ивановна
Татьяна Ивановна Лещенко-Сухомлина (19 октября 1903, Чернигов — 10 декабря 1998, Москва) — русская певица, актриса, писательница и переводчица, поэтесса.

## Биография
Татьяна Лещенко родилась вместе с братом-близнецом Юрием 19 октября 1903 года в Чернигове в дворянской семье Лещенко. Отец — Иван Васильевич учёный-агроном, мать — Елизавета Николаевна, пианистка.
Юная Татьяна Лещенко поначалу училась в Пятигорской гимназии, затем окончила Екатерининский институт благородных девиц.
Октябрьская революция и Гражданская война застали семью в Пятигорске и полностью изменили её жизнь. В Гражданской войне погиб Юрий. Горе и разруха заставили искать пути выживания.
В 1922 году Татьяна Лещенко уехала в Москву. Выручило знание иностранных языков. Она стала давать уроки русского языка приезжавшим в новую советскую Россию иностранцам. Так она познакомилась с американским юристом Бенджамином Пеппером (1897—1969), за которого летом 1923 года вышла замуж.
Через год, в 1924, Татьяна уехала с мужем в США, где закончила Колумбийский университет (отделение журналистики), вступила в американскую гильдию актёров (профессиональный союз). Познакомилась с русским скульптором Дмитрием Филипповичем Цаплиным (1890—1967); развелась с американским мужем и стала женой Цаплина, в 1931 году родив в Париже дочь Алёну (Веру Цаплину).
В начале 1930-х годов Татьяна Ивановна вернулась в РСФСР. Опять выручило знание иностранных языков. В поисках заработка она стала профессиональным литературным переводчиком. Первая большая литературная работа — перевод романа Д. Лоуренса «Любовник леди Чаттерлей» в 1932 году.
Родила сына Ивана от журналиста Луиса Фишера).  Лещенко периодически жила в доме творчества «Абрамцево» и ходатайствовала о получении квартиры. Нерешённый жилищный вопрос заставлял её постоянно переезжать из Москвы в Ленинград.
В эти же годы серьёзно занялась вокалом.
С началом Отечественной войны Татьяна Ивановна с семьей эвакуировалась и переезжала с места на место, но в сентябре 1943 года вернулась в Москву, где ей пришлось бороться за возвращение квартиры.
30 сентября 1947 года её арестовали. Приговор: 8 лет исправительно-трудовых лагерей по обвинению в антисоветской агитации. Её отправили в Воркуту, где как актриса она попала в Воркутинский лагерный театр. Весной 1952 года Татьяну Ивановну перевели в лагерь-совхоз «Горняк» на должность ассенизатора. В 1953 году она получила инвалидность по болезни и этапировалась вместе с другими инвалидами по пересыльным тюрьмам.
2 апреля 1954 года пришло освобождение с правом жить у матери в городе Орджоникидзе. Татьяна Ивановна вернулась к переводческой работе — перевела роман У. Коллинза «Женщина в белом».
В марте 1956 года по реабилитации вернулась в Москву. 31 декабря 1956 года вышла замуж за журналиста В. В. Сухомлина (1885—1963), вернувшегося на родину из эмиграции.
В последние годы жизни, оставшись вдовой, активно работала в архивах, встречалась со многими выдающими иностранными литераторами, произведения которых она переводила на русский язык. В эти годы она приобрела известность как исполнительница романсов и старинных песен, выступала с аккомпаниатором — гитаристом Сергеем Чесноковым. Выступала с концертами на вечерах лагерной поэзии, исполняла собственные песни, проводила творческие вечера, записала пластинку романсов на фирме «Мелодия». В 1989 подготовила первую, а в 1992 году завершила вторую книгу воспоминаний «Долгое будущее», где рассказала о своей судьбе и о тех, с кем сводила её жизнь: Зоей Лодий, Сергеем Образцовым, Жоржем Сименоном, Лилией Брик, Михаилом Гнесиным, Алёшей Дмитриевичем и другими.
Скончалась в Москве 10 декабря 1998 года.

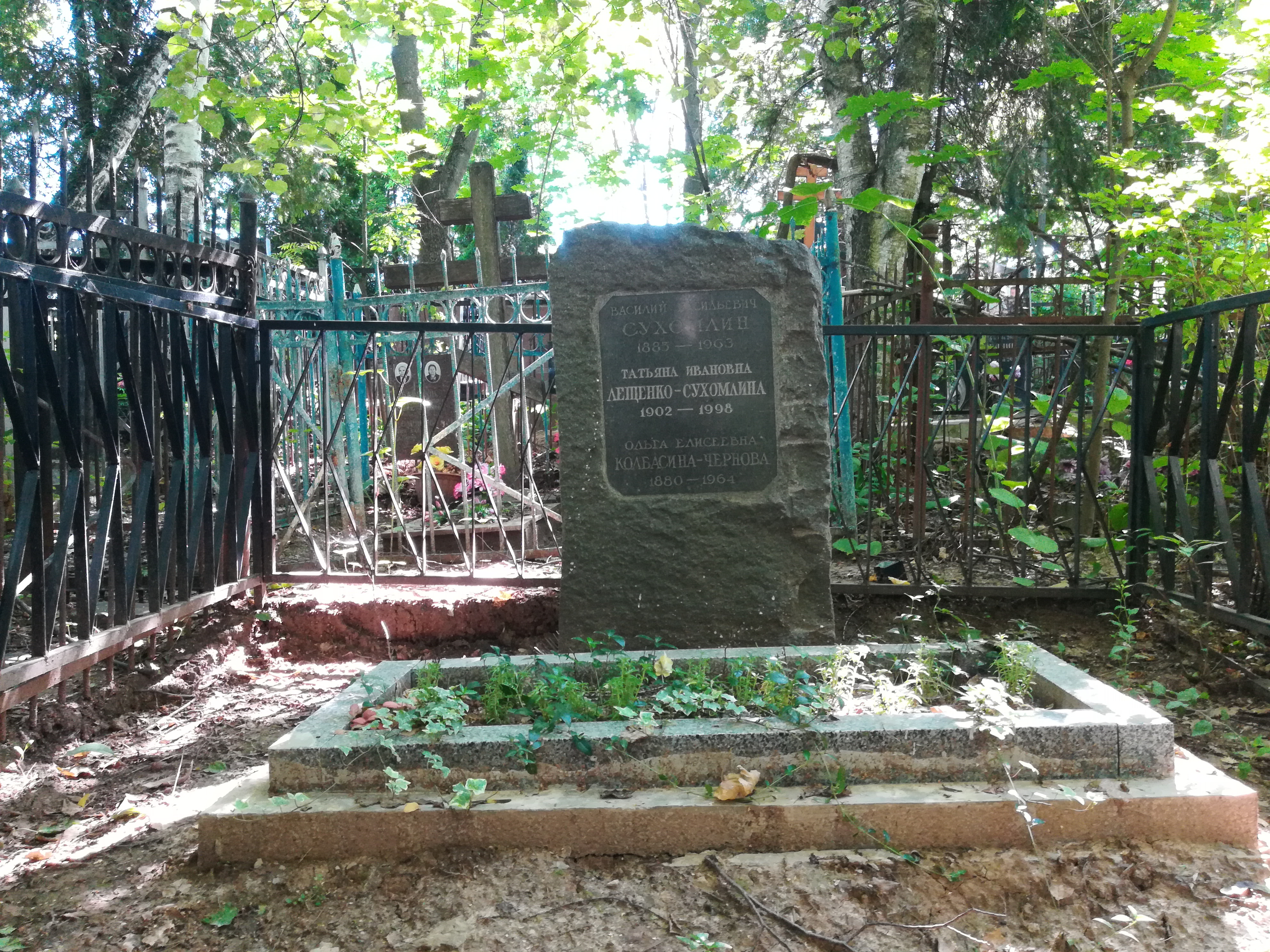

Похоронена на кладбище в Переделкино рядом с мужем.
В «Архипелаге Гулаге» А. И. Солженицын упоминает Татьяну Ивановну Сухомлину в числе 257 «свидетелей Архипелага», «чьи рассказы, письма, мемуары и поправки использованы при создании этой книги».
Архив Т. И. Лещенко-Сухомлиной находится в отделе рукописей Российской государственной библиотеки. Воспоминания о Воркуте находятся в отделе истории Воркутинского краеведческого музея.
Книги в её переводах постоянно переиздаются. В её переводах на русский язык новые поколения читателей знакомятся с классиками западной литературы.

## Переводы литературных произведений
- Д. Лоуренс «Любовник леди Чаттерлей», 1932
- Уилки Коллинз «Женщина в белом», 1958
- Жорж Сименон «Премьер-министр» («Президент»)
- Джордж Дюморье «Трильби»
- Филипп Боноски «Долина в огне», 1961

### Воспоминания
- Лещенко-Сухомлина Т. И. Долгое будущее: Дневник-воспоминание / Предисл. В. Матусевича. — М.: Советский писатель, 1991. — 526 с.
- Лещенко-Сухомлина Т. И. Долгое будущее: Дневник-воспоминание. [Кн.2] / Предисл. В. Матусевича. — СПб.: Марафон, 1993. — 588 с.